# اسلام‌آباد (ارسنجان)
اسلام‌آباد، روستایی از توابع بخش مرکزی شهرستان ارسنجان در استان فارس ایران است.
روستای اسلام‌آباد هم‌زمان با پیروزی انقلاب اسلامی ایران در سال ۱۳۵۷تاسیس شده و در فاصله ۳۳ کیلومتری در شمال شرقی شهرستان ارسنجان، در ارتفاع ۱۴۸۶ متری از سطح دریا، در منطقهٔ کوهستانی زاگرس واقع شده و آب و هوای معتدلی دارد.
روستای اسلام‌آباد به دلیل داشتن آب و هوای خوب و جاذبه‌های گردشگری طبیعی بکر و متنوع در سال ۱۳۹۴ جزء ۴۶ روستای هدف گردشگری استان فارس قرار گرفت.
قله دالنشین با ارتفاع ۳۲۷۲ متر در این منطقه قرار دارد و به دلیل اینکه این قله زیستگاه پرنده‌ای به نام دال است، توسط مردم محلی دالنشین نام گرفته است.

## جمعیت
براساس سرشماری مرکز آمار ایران در سال ۱۳۹۰ جمعیت آن ۲۴۴ نفر (۶۱ خانوار) بوده‌است.